# Loma Pelona
Loma Pelona är en ort i Mexiko.   Den ligger i kommunen Cuauhtémoc och delstaten Chihuahua, i den nordvästra delen av landet, 1 300 km nordväst om huvudstaden Mexico City. Loma Pelona ligger 2 096 meter över havet och antalet invånare är 123.
Terrängen runt Loma Pelona är kuperad åt nordost, men åt sydväst är den platt. Runt Loma Pelona är det mycket glesbefolkat, med 3 invånare per kvadratkilometer. Närmaste större samhälle är Anáhuac, 14,8 km sydväst om Loma Pelona. Omgivningarna runt Loma Pelona är i huvudsak ett öppet busklandskap.